# Chứng háu ăn
Chứng háu ăn hay háu ăn tâm thần, ăn vô độ, chứng ăn vô độ tâm thần, ăn ói... là một biểu hiện của rối loạn ăn uống, là một kiểu hành vi chu kỳ với đặc điểm là có giai đoạn ăn thái quá rồi mất kiểm soát, căn bệnh này thường gây ra những cơn đói không cưỡng lại được, khiến người bệnh ngốn một lượng thức ăn lớn trong thời gian ngắn. Bệnh thường gặp ở độ tuổi từ 18-20, chủ yếu gặp ở thanh thiếu niên, tỷ lệ mắc từ 5 – 10% trong số nữ ở tuổi trung học và nữ thường chiếm đa số hơn nam, tỷ lệ mắc bệnh ở trẻ em gái cao gấp 3-4 lần trẻ em trai.

## Triệu chứng, biểu hiện
Người mắc bệnh có trọng lượng bình thường, hoặc chỉ nhỉnh cân một chút, nhưng lại cảm thấy mình béo và không hấp dẫn. Họ ăn kiêng nhằm kiểm soát thân thể, nhưng do bị đói nên có lúc họ ăn một lượng thức ăn quá nhiều. Do quá xấu hổ và sợ bị béo ra, họ tạm thời ngừng ăn hoàn toàn, có thể luyện tập quá mức và thường gây nôn hoặc lạm dụng thuốc tẩy để thanh lọc bản thân ở mức độ cực đoan nhất.
Háu ăn tâm thần xảy ra một cách tái diễn các cơn ăn vô độ, với các biểu hiện như:
- Trong một khoảng thời gian hạn chế (1 đến 2 giờ), người bệnh ăn một lượng thực phẩm quá nhiều hơn lượng thực phẩm mà đa số mọi người cùng ăn trong cùng một thời gian tương tự.
- Có cảm giác mất kiểm soát hành vi ăn uống trong cơn (không thể ngừng ăn hoặc không thể kiểm soát mình ăn gì và ăn bao nhiêu).
- Người bệnh có những hành vi bù trừ không thích hợp như: kích thích ói, lạm dụng chất nhuận trường, thuốc lợi tiểu, thụt tháo hoặc các loại thuốc khác, nhịn đói, tập luyện thể dục quá mức.
- Kèm theo các biến chứng cơ thể như mất nước, suy giảm nhịp tim...
- Các cơn ăn vô độ và hành vi bù trừ không thích hợp cả hai xảy ra trung bình ít nhất 2 lần một tuần trong vòng ba tháng.
- Trẻ mắc bệnh háu ăn thường có những cơn đói cồn cào.

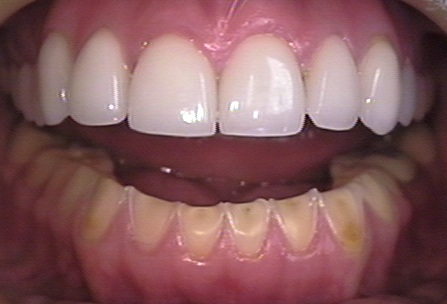
Răng bị mòn do háu ăn

Phân biệt bệnh háu ăn với chứng phàm ăn ở những người béo phì hoặc tham ăn hay hư ăn, háu ăn, hám ăn... do thói quen khi ở gia đình và các yếu tố kinh tế (đói nghèo, thiếu thốn...), văn hóa, xã hội. Cơn thèm ăn của những biểu hiện này không mang tính chất cưỡng bức, người ta có thể chủ động hạn chế ăn. Phân biệt bệnh háu ăn với, chứng phàm ăn do căn nguyên thực thể như tổn thương thần kinh, u nền não tủy hố sau, chứng phàm ăn của những người trầm nhược, chứng phàm ăn trong một số bệnh loạn tâm.
Có tới 89% người háu ăn có dấu hiệu bị mòn răng. Bên cạnh đó, sự nôn mửa và thiếu hụt dinh dưỡng có liên quan tới chứng rối loạn tiêu hóa trong cơ thể và có ảnh hưởng nghiêm trọng tới sức khỏe của miệng. Ngoài ra, mất lớp men răng, thay đổi màu sắc, kích thước, độ dài, độ giòn, dễ bị tổn thương, bị sưng tuyến nước miếng cũng là những dấu hiệu nhận biết chứng bệnh này.

## Nguyên nhân
Có nhiều nguyên nhân dẫn tới chứng háu ăn tâm thần: 
- Người bệnh có một tiền sử bệnh lý béo phì, tự ti về hình dáng cơ thể. Đôi khi là do lời bình luận của gia đình, bạn bè xung quanh về trọng lượng và hình dáng.
- Do áp lực muốn có một thân hình mảnh mai một cách không thực tế dẫn tới chỗ nhiều phụ nữ không bằng lòng với cơ thể hoàn toàn khỏe mạnh của mình.

Phần lớn không phát triển thành bệnh, chỉ một số phụ nữ nào có nhân cách không ổn định hoặc đang trong giai đoạn stress kéo dài, quá tự ti với chính bản thân mình mới có nguy cơ mắc bệnh cao.

## Điều trị
Việc điều trị chứng ăn vô độ tâm thần phải được các chuyên gia tâm thần xác định. Liệu pháp tâm lý được dùng chủ yếu trong trường hợp này. Khi đó các nhà tâm lý lâm sàng thường triển khai một số liệu pháp như: nhận thức hành vi là chủ yếu, liệu pháp hệ thống, liệu pháp thư giãn luyện tập, giải thích hợp lý. Một số cách thức điều trị chủ yếu gồm:
- Cung cấp kiến thức về dinh dưỡng hợp lý và sức khỏe.
- Hướng dẫn cụ thể về thực phẩm, thực đơn sử dụng, cách chế biến.
- Giúp tạo lại các thói quen ăn uống lành mạnh.
- Tác động về mặt tâm lý để giúp người bệnh thay đổi niềm tin và hành vi có hại liên quan tới ăn uống.
- Thuốc trị trầm cảm có thể được dùng để làm giảm bớt tâm trạng lo âu nếu có.

Việc nhập viện có thể cần thiết cho những người bị suy dinh dưỡng trầm trọng, biểu hiện thường gặp ở bệnh nhân chán ăn tâm thần.